# 亞茲利夫奇克
50°7′3″N 25°7′46″E / 50.11750°N 25.12944°E

亞茲利夫奇克（羅馬化：Yazlivchyk）是烏克蘭西部的村莊，隸屬利維夫州的佐洛奇夫區。該村始建於1565年，面積1.38平方公里，海拔高度223米，2001年人口391，人口密度每平方公里282.72人。